# Empecamenta clypeata
Empecamenta clypeata är en skalbaggsart som beskrevs av Moser 1914. Empecamenta clypeata ingår i släktet Empecamenta och familjen Melolonthidae. Inga underarter finns listade i Catalogue of Life.